# Mikonjärvi
Mikonjärvi eller Mikanjärvi är en sjö i Finland.   Den ligger i landskapet Egentliga Finland, i den sydvästra delen av landet, 200 km väster om huvudstaden Helsingfors. Mikonjärvi ligger 8 meter över havet. Den ligger på ön Gustavs. I omgivningarna runt Mikonjärvi växer i huvudsak barrskog.